# Afonso Figueiredo
Afonso Mendes Ribeiro de Figueiredo, couramment appelé Afonso Figueiredo, né le 6 janvier 1993 à Lisbonne, est un footballeur portugais. Il évolue au poste d'arrière gauche au CD Aves.

## Carrière
Né à Lisbonne, il intègre l'un des deux grands clubs de sa ville natale ; le Sporting CP à l'âge de 10 ans. 
Il commence sa carrière professionnelle en Segunda Liga avec l'équipe B de Braga
Il signe à Boavista en 2013 alors que le club joue en Campeonato Nacional de Seniors (troisième division). L'année suivante le club aux damiers est réintégré dans l'élite portugaise et Afonso Figueiredo fait ses débuts en Primeira Liga deux jours avant ses 22 ans, le 4 janvier 2015, lors de la quinzième journée contre Arouca (victoire 3-1). 
Il devient un titulaire indispensable dans le dispositif de Petit, et reçoit la récompense de meilleur jeune joueur de la Primera Liga pour ses performances du mois d'avril 2015.
Le 1er juillet 2016 il signe au Stade rennais FC pour un contrat de quatre ans.
Prêté lors de la deuxième partie de saison 2017-2018 au Levski Sofia, il est laissé libre par le club breton à l'été 2018, et retourne alors au Portugal. Le 15 juin 2018, il s'engage pour deux ans avec le Rio Ave FC,.

## Statistiques
| Saison                | Club                  | Championnat           | Championnat | Championnat | Coupe nationale | Coupe nationale | Coupe de la Ligue | Coupe de la Ligue | Total | Total |
| Saison                | Club                  | Division              | M.          | B.          | M.              | B.              | M.                | B.                | M.    | B.    |
| 2012-2013             | SC Braga B            | Segunda Liga          | 10          | 0           | -               | -               | -                 | -                 | 10    | 0     |
| Sous-total            | Sous-total            | Sous-total            | 10          | 0           | -               | -               | -                 | -                 | 10    | 0     |
| 2013-2014             | Boavista FC           | Primeira Liga         | 23          | 0           | 0               | 0               | -                 | -                 | 23    | 0     |
| 2014-2015             | Boavista FC           | Primeira Liga         | 20          | 0           | 1               | 0               | 2                 | 0                 | 23    | 0     |
| 2015-2016             | Boavista FC           | Primeira Liga         | 25          | 1           | -               | -               | 0                 | 0                 | 25    | 1     |
| Sous-total            | Sous-total            | Sous-total            | 68          | 1           | 1               | 0               | 3                 | 0                 | 72    | 1     |
| 2016-2017             | Stade rennais FC      | Ligue 1               | 5           | 0           | 1               | 0               | 0                 | 0                 | 6     | 0     |
| 2017-2018             | Stade rennais FC      | Ligue 1               | 5           | 0           | 0               | 0               | 0                 | 0                 | 5     | 0     |
| Sous-total            | Sous-total            | Sous-total            | 10          | 0           | 1               | 0               | 0                 | 0                 | 11    | 0     |
| 2017-2018             | Levski Sofia          | Prva Liga             | 6           | 0           | 1               | 0               | -                 | -                 | 7     | 0     |
| Sous-total            | Sous-total            | Sous-total            | 6           | 0           | 1               | 0               | -                 | -                 | 7     | 0     |
| Total sur la carrière | Total sur la carrière | Total sur la carrière | 94          | 1           | 3               | 0               | 3                 | 0                 | 100   | 1     |